# Tahićanska nogometna reprezentacija
Tahićanska nogometna reprezentacija predstavlja Francusku Polineziju u nogometu, i pod vodstvom je Tahićanskog nogometnog saveza. Trenutačni su prvaci Oceanije, te su pet puta osvojili prvo mjesto na Južnopacifičkim Igrama. Nastupit će na Konfederacijskom kupu 2013.

## Nastupi naSvjetskim prvenstvima
- 1930. – 1990. - nisu se natjecali
- 1994. – 2010. - nisu se kvalificirali

## Nastupi naOceanijskom Kupu nacija
- 1973. - drugo mjesto
- 1980. - drugo mjesto
- 1996. - drugo mjesto
- 1998. - četvrto mjesto
- 2000. – 1. krug
- 2002. - treće mjesto
- 2004. - peto mjesto
- 2008. - nisu se kvalificirali
- 2012. - prvaci

## Nastupi na Južnopacifičkim Igrama
- 1963. - treće mjesto
- 1966. - prvo mjesto
- 1969. - drugo mjesto
- 1971. - treće mjesto
- 1975. - prvo mjesto
- 1979. - prvo mjesto
- 1983. - prvo mjesto
- 1987. - drugo mjesto
- 1991. – 1. krug
- 1995. - prvo mjesto
- 2003. - četvrto mjesto
- 2007. – 1. krug
- 2011. - treće mjesto